# José María Luzón Nogué

José María Luzón Nogué (Jaén, 1941) és actual Catedràtic d'Arqueologia a la Universitat Complutense de Madrid. També és Acadèmic Numerari de la Reial Acadèmia de Belles Arts de Sant Ferran des de l'any 2000 ingressant amb el discurs El Westmorland: obras de arte de una presa inglesa.

## Biografia professional
Va ser director del Museu Arqueològic Nacional d'Espanya a Madrid del 15 de novembre de 1988 al 15 de febrer de 1991, i posteriorment director del Museu del Prado (1994-1996). També va ser Sotssecretari General de Belles Arts el 1992 i va posar en marxa l'Escola Espanyola d'Història i Arqueologia a Atenes, encara que la mencionada institució mai no va arribar a obrir-se i actualment està pendent de la seva obertura.
Doctorat en arqueologia per la Universitat de Sevilla amb la tesi Estudios arqueológicos de la provincia de Huelva dirigida pel catedràtic Antonio Blanco Freijeiro. Expert en navegació en l'Egeu i la Mediterrània en l'edat del bronze, ciutats hispanoromanes, col·leccionisme i antiquarisme, escultura clàssica, buidats en guix i en l'arqueologia espanyola en general. És net de José Nogué Massó, pintor de renom a començaments del segle xx.
Va portar a terme les excavacions d'Itàlica i actualment treballa en el projecte de la «Casa della diana arcaizzante» a Pompeia Insula VII, regió 6, casa 3.

## Obres
Recull d'ùltimes obres de Luzón Nogué a Dialnet.

### Llibres i monografies
- Sevilla la Vieja : un paseo histórico por las ruinas de Itálica
- Sobre le origen oriental de las llamadas cajitas celtibéricas
- El Patrimonio Cultural Europeo
- El Museo Nacional del Prado : Un proyecto en continua evolución
- Espectáculos públicos en las ciudades hispanorromanas
- Las ruinas de Itálica y el convento de San Isidoro del Campo
- Sobre la copia de antigüedades romanas y el caso del Westmorland
- Recuerdos de la antigüedad en el Westmorland

### Articles
- Esculturas romanas de Andalucía I-IV (quatre articles)
- Mosaico de Tellus en Itálica
- Un retrato de Balbino en Itálica
- La navegación pre-astronómica en la antigüedad : Utilización de pájaros en la orientación náutica
- La roseta de triángulos curvilíneos en el mosaico romano
- La documentación en los museos
- El Westmorland y la Sociedad de Lonjistas de Madrid
- Cristina de Suecia, reina y rebelde
- El nacimiento de la Arqueología
- Las Siete Maravillas de la Antigüedad
- Trajano en la Academia de San Fernando
- Dos veces destruida:estudios de una casa en Pompeya
- La galería de esculturas de la Academia de Bellas Artes de San Carlos en Méjico
- Cartagena: un teatro, una catedral y un museo

### Tesis dirigides
- Los Santuarios de la Bética en la Antigüedad: Los Santuarios de la Costa - Inmaculada Pérez (1989)
- La exposición, un medio de comunicación - Ángela García Blanco (1999)
- Arte y artistas del Westmorland : un caso singular del "Grand Tour" - Ana María Suárez Huerta (2005)
- El valor de la Antigüedad en la formación de los arquitectos españoles pensionados en Roma, (siglos XVIII y XIX)- Jorge García Sánchez (2005)
- Propaganda política y culto imperial en Hispania (de Augusto a Antonino Pío)- Elena Castillo Ramírez (2008)[6]
- Pavimentos Decorativos de Itálica (Santiponce, Sevilla) - Irene Mañas Romero (2008)
- La colección de vaciados de escultura que Antonio Rafael Mengs donó a Carlos III para la Real Academia de Bellas Artes de San Fernando - Almudena Negrete Plano (2009)
- Arqueología de los espacios domésticos: la Meseta nordeste entre el final de la Edad del Hierro y el Bajo Imperio - Jesús Bermejo Tirado (2010)